# Phymatopsallus croceus
Phymatopsallus croceus är en insektsart som först beskrevs av Van Duzee 1918.  Phymatopsallus croceus ingår i släktet Phymatopsallus och familjen ängsskinnbaggar. Inga underarter finns listade i Catalogue of Life.